# Liste der Monuments historiques in Montgeron
Die Liste der Monuments historiques in Montgeron führt die Monuments historiques in der französischen Gemeinde Montgeron auf.

## Liste der Bauwerke
| Bezeichnung           | Beschreibung                                                                                   | Standort                      | Kennzeichnung | Schutzstatus | Datum | Bild |
| --------------------- | ---------------------------------------------------------------------------------------------- | ----------------------------- | ------------- | ------------ | ----- | ---- |
| Propriété du Moustier | Landsitz aus dem 17. Jahrhundert, in dem zeitweise der Maler Émile Auguste Carolus-Duran lebte | 1, rue du Pont-du-Bare (Lage) | PA00087968    | Inscrit      | 1971  |      |